# غوغلهوبف
غوغلهوبف هي كعكة تقليدية في قالب دائري مميز بفتحة دائرية في المنتصف.تشتهر في دول وسط أوروبا ويوجد جدل حول منشأها.

## الوصف
يتم صُنع غوغلهوبف من عجينة طرية بها خميرة، يتم خبزها في مقلاة عالية، مجعدة، حلقية. اعتمادًا على المنطقة، يمكن أن تحتوي على الزبيب أو اللوز أو أحيانًا أيضًا براندي الكرز( كيرسشواسير). تمتلئ بعض الأصناف الإقليمية (التشيكية والهنغارية والسلوفاكية) بطبقة من بذور الخشخاش المطحونة المحلاة. أحيانًا كعكة الباوند العادية أو الكعكة الرخامية يتم صنعها بدون خميرة، عندما خبزها في مقلاة غوغيلهوبف، تُسمى أيضًا غوغيلهوبف.